# Арсо Поптодоров
Арсо Василев Поптодоров, известен и като Тръпко, (изписване до 1945 година: Арсо попъ Тодоровъ) е български деец на Българската комунистическа партия и на Вътрешната македонска революционна организация (обединена).

## Биография
Арсо Поптодоров е роден на 3 февруари 1900 година в град Струмица, тогава в Османската империя, днес в Северна Македония. Произхожда от родолюбив струмишки български род, като дядо му свещеник Тодор Тилков представлява Струмишката епархия на Първия български църковно-народен събор в Цариград, а баща му Васил Поптодоров е възрожденски учител и виден струмишки деец на Вътрешната македоно-одринска революционна организация. Брат му Димитър също е комунист и е бил в затвора. Когато след Първата световна война съгласно Ньойския договор България предава Струмица на новообразуваното Кралство на сърби, хървати и словенци, Арсо, заедно с брат си Герасим, напуска родния си град и се установява на българска територия в Горна Джумая.
В 1920 година става член на Българския комунистически младежки съюз, а в 1921 година и на Българската комунистическа партия. По време на Септемврийското въстание в 1923 година участва в горноджумайския въстанически отряд, снабдява отряда с оръжие. След въстанието, в 1924 година по нареждане на ЦК на БКП заедно с Атанас Миховски, Мицо Шейнов, Илия Ушаков и Димко Кльонков възстановява Окръжния комитет на БКП в Горна Джумая, образува тройки и петорки и подпомага пострадалите семейства на загинали участници във въстанието. Заради дейността си като член на окръжното партийно ръководство същата година е осъден на 5 години затвор. Живее нелегално, с фалшиво име и в нелегални квартири. Занимава се с дърводелство. Присъединява се към създадената в 1924 година ВМРО (обединена). Организира нелегални печатници, в които работи като словослагател. Между 1930 и 1934 година е арестуван и бит няколко пъти. Настанен нелегално в София, работи в техниката на Областния комитет на ВМРО (обединена) в столицата. През лятото на 1936 година иска да се завърне в Струмица, Кралство Югославия, поради тежкия му нелегален живот в България, но тогава се случва провал в организацията и през юли с.г. на процеса срещу ВМРО (обединена) е осъден на 5 години затвор. От 1937 до 1939 година лежи в затвора в Сливен.
С влошено здравословно състояние се прибира при брат си в Горна Джумая. След като комунистическата партия решава на 24 юни 1941 година да започне въоръжена съпротива, през юли 1941 година излиза в нелегалност заедно с Гроздан Николов, Станой Крекмански, Никола Калъпчиев. На областната партийна конференция, състояла се на 23 септември 1941 година в местността Карчовица на Бистришкия балкан, избран е за член на Областния комитет. Във връзка е и с комунистите в родната му Струмица. За набавяне на оръжие за комунистическата съпротива, заедно с Владо Чимев и Симеон Лисичков, на три пъти отива в Струмица, където се съхранява оръжие, оставено от югославските войски при отстъплението им по време на априлската инвазия в 1941 година. Поради влошеното му здравословно състояние на третия път остава в Струмица. Присъединява се към югославското партизанско движение и действа в Кочанския балкан. Осъден е задочно на смърт за участието му в съпротивата, но в 1943 година е амнистиран по случай рождението на престолонаследника Симеон II.
След Деветосептемврийския преврат в 1944 година Арсо Поптодоров е председател на Областния комитет на Отечествения фронт и член на Областния комитет на БКП. Умира на 28 февруари 1946 година.

## Родословие
|  |  |  |  |                               |                               |                               |                               | Тодор Тилков (? – 1879)       |                               |                  |                  |                    |                    |                    |                    |                    |                    |                   |                   |                    |                    |                    |                    |                    |                    |  |  |  |  |  |  |
|  |  |  |  |                               |                               |                               |                               |                               |                               |                  |                  |                    |                    |                    |                    |                    |                    |                   |                   |                    |                    |                    |                    |                    |                    |  |  |  |  |  |  |
|  |  |  |  |                               |                               |                               |                               | Васил Поптодоров              | Васил Поптодоров              | Васил Поптодоров | Васил Поптодоров | Васил Поптодоров   | Васил Поптодоров   |                    |                    | Елена Поптодорова  | Елена Поптодорова  | Елена Поптодорова | Елена Поптодорова | Елена Поптодорова  | Елена Поптодорова  |                    |                    |                    |                    |  |  |  |  |  |  |
|  |  |  |  |                               |                               |                               |                               | Васил Поптодоров              | Васил Поптодоров              | Васил Поптодоров | Васил Поптодоров | Васил Поптодоров   | Васил Поптодоров   |                    |                    | Елена Поптодорова  | Елена Поптодорова  | Елена Поптодорова | Елена Поптодорова | Елена Поптодорова  | Елена Поптодорова  |                    |                    |                    |                    |  |  |  |  |  |  |
|  |  |  |  |                               |                               |                               |                               |                               |                               |                  |                  |                    |                    |                    |                    |                    |                    |                   |                   |                    |                    |                    |                    |                    |                    |  |  |  |  |  |  |
|  |  |  |  |                               |                               |                               |                               |                               |                               |                  |                  |                    |                    |                    |                    |                    |                    |                   |                   |                    |                    |                    |                    |                    |                    |  |  |  |  |  |  |
|  |  |  |  | Арсо Поптодоров (1900 – 1946) | Арсо Поптодоров (1900 – 1946) | Арсо Поптодоров (1900 – 1946) | Арсо Поптодоров (1900 – 1946) | Арсо Поптодоров (1900 – 1946) | Арсо Поптодоров (1900 – 1946) |                  |                  | Герасим Поптодоров | Герасим Поптодоров | Герасим Поптодоров | Герасим Поптодоров | Герасим Поптодоров | Герасим Поптодоров |                   |                   | Димитър Поптодоров | Димитър Поптодоров | Димитър Поптодоров | Димитър Поптодоров | Димитър Поптодоров | Димитър Поптодоров |  |  |  |  |  |  |
|  |  |  |  | Арсо Поптодоров (1900 – 1946) | Арсо Поптодоров (1900 – 1946) | Арсо Поптодоров (1900 – 1946) | Арсо Поптодоров (1900 – 1946) | Арсо Поптодоров (1900 – 1946) | Арсо Поптодоров (1900 – 1946) |                  |                  | Герасим Поптодоров | Герасим Поптодоров | Герасим Поптодоров | Герасим Поптодоров | Герасим Поптодоров | Герасим Поптодоров |                   |                   | Димитър Поптодоров | Димитър Поптодоров | Димитър Поптодоров | Димитър Поптодоров | Димитър Поптодоров | Димитър Поптодоров |  |  |  |  |  |  |
|  |  |  |  | Васил Поптодоров              |                               |                               |                               |                               |                               |                  |                  |                    |                    |                    |                    |                    |                    |                   |                   |                    |                    |                    |                    |                    |                    |  |  |  |  |  |  |